# SolarAid
SolarAid (AyudaSolar) es una organización internacional de desarrollo que está trabajando para crear un mercado sostenible para las luces solares en África. El objetivo de la organización es el de reducir la pobreza mundial y el cambio climático. SolarAid posee la totalidad de una empresa social africana, SunnyMoney, el mayor vendedor de lámparas solares en África. SolarAid fue fundada por Solarcentury, una empresa de energía solar con sede en el Reino Unido.

## Objetivos y Enfoque
SolarAid tiene como objetivo erradicar las lámparas de petróleo de África para el año 2020, a través de la creación de un mercado sostenible para las luces solares. La empresa social de caridad, SunnyMoney, opera en el este de África, en Kenia, Zambia, Tanzania y Malawi. Un proyecto piloto también se ha llevado a cabo en Senegal. en África occidental.

## Premios
SolarAid es el destinatario del Premio Google Impacto Global de 2013,  un Premio de Empresa Sostenible The Guardian de 2013 y Premio de Oro Ashden de 2013.